# Adénocarcinome nasal enzootique des ovins
L'adénocarcinome nasal enzootique des ovins est une tumeur ethmoïdale enzootique contagieuse des ovins causée par un rétrovirus nommé ENTV-1.